# Langage épicène
Le langage épicène désigne différentes règles et pratiques qui cherchent à éviter toute discrimination sexiste par le langage ou l'écriture. Cela se fait à travers le choix des mots, la syntaxe, la grammaire ou la typographie. D'autres expressions peuvent être utilisées pour désigner ces stratégies, comme la rédaction épicène (qui utilise des mots épicènes), la rédaction non sexiste (employé surtout en Suisse), la parité linguistique (suivant le principe de parité entre les femmes et les hommes), le langage neutre, l'écriture inclusive, le langage inclusif et le langage non sexiste ou dégenré.
Deux visées coexistent, d'une part ne plus invisibiliser les formes féminines et d'autre part neutraliser la binarité de genre.
Un style épicène tend à éviter une discrimination, perçue comme étant forcée par les normes imposées de la langue, entre les genres masculin et féminin. Il permet également d'éviter un androcentrisme marqué par l'utilisation dite générique de la forme grammaticale masculine, comme le terme « les étudiants » employé pour se référer à un groupe mixte, neutre, ou dont le genre n'est pas pertinent.
Le terme « épicène » est parfois utilisé pour se référer à d'autres formes inclusives, comme la féminisation des titres, noms de métier et fonction, l'accord de proximité ou en nombre, les abréviations marquant « le genre à l’intérieur d’une même séquence graphique (tiret, point médian, milieu, bas, parenthèses) », la double flexion ainsi que la neutralisation de la langue, qui peuvent permettre d'éviter le mégenrage des personnes transgenres ou non binaires.
Le langage épicène sous la forme d'une écriture inclusive utilisant des points et tirets en fins de mots est notamment l'objet de critiques en raison des difficultés qu'il apporte aux dyslexiques et aux personnes aveugles et malvoyantes dépendantes de logiciels d'aides à la lecture qui ne sont pas programmés pour lire une telle écriture.

## Définitions
Le terme langage inclusif désigne un langage qui n'exclurait personne pour motif de sexe, d'âge, d'origine ethnique ou d'orientation sexuelle. Le langage inclusif est différent du langage neutre qui peut servir à désigner les personnes non binaires.
En français, le terme écriture inclusive désigne la pratique double genrée, à l'aide d'une écriture usant du féminin et du masculin dans la même phrase (« les sénatrices et les sénateurs »), ou à l’aide du point ou point médian (« les sénateur.rice.s », ou « les sénateur·rice·s »), ou encore l'emploi de mots épicènes afin de présenter aussi bien les femmes que les hommes, telle que décrite en France dans le guide pratique du Haut Conseil à l'égalité entre les femmes et les hommes, ainsi que la pratique de l’ensemble des dix recommandations de ce guide lors du langage écrit,.
Le langage neutre ou épicène vise à remplacer des termes masculins par des termes neutres. L'expression « Dieu écoute les prières de tous les hommes » est considérée par certains comme exclusive. L'expression « beaucoup de personnes travaillent au projet » est neutre. « Des hommes et des femmes travaillent au projet » est une expression inclusive. Un langage neutre permet ainsi de désigner une personne de genre non binaire ou de ne pas forcer l'activation du genre féminin ou masculin lorsqu'elle n'est pas nécessaire à la compréhension du discours.
La parité linguistique,, lexie parfois employée avec « désexisation de la langue », est l'application dans la langue de la parité femmes-hommes, et s'observe en discours par la coordination des féminisations et des masculins,.
En français, les pratiques pour un langage « non sexiste », inclusif ou épicène portent sur trois aspects :
- accorder les noms de métiers et de fonctions au genre de la personne qui l'occupe ;
- utiliser des expressions non sexuées, comme les « droits humains » plutôt que « droits de l'homme »[Note 2] ;
- utiliser les deux formes grammaticales. Pour cela, il existe deux possibilités[12] :
  - faire figurer les deux formes comme « il ou elle part en vacances » ;
  - utiliser à l'écrit une forme liée par un point, un tiret, une barre oblique, une majuscule, etc. comme « ami·e » « participant·e ».

## Arguments psycholinguistiques autour du langage épicène
D'après les tenants du langage épicène, la façon dont une langue exprime le genre linguistiquement influe sur les représentations mentales des locuteurs de cette langue, et in fine sur les conceptions sociales du genre. Ainsi, promouvoir un langage épicène, qui atténue les biais linguistiques en faveur du masculin, reviendrait à agir en faveur de l'égalité entre les genres,.
Les adeptes du langage épicène, et de ce qu'on appelle « l'écriture inclusive » plus spécifiquement dans les pays francophones, s'appuient donc sur l'hypothèse Sapir-Whorf, selon laquelle la structure de la langue façonne la pensée des locuteurs de cette langue. Cette hypothèse tient son nom des anthropologues Edward Sapir et Benjamin Lee Whorf du début du XXe siècle et a été reprise par d'autres auteurs comme Dan Slobin (en).
Des études en psychologie et en linguistique ont été menées pour tester la validité de cette hypothèse pour le genre spécifiquement,,,,. Les recherches ont porté aussi bien sur l'interprétation des masculins génériques, qui favoriseraient une interprétation spécifiquement masculine, que sur les effets psychologiques plus larges de ce biais masculin, qui contribuerait à invisibiliser les femmes dans la société. Quelques études (moins nombreuses) ont également cherché à évaluer si les stratégies d'écriture inclusive mises en place pour éviter les masculins génériques pouvaient affecter négativement la fluidité de la lecture.

### Interprétation spécifique des masculins génériques
À partir des années 1970, certaines études montrent que le sens spécifique du masculin est pratiquement impossible à inhiber. Ces résultats sont corroborés par des études plus récentes, qui montrent que le masculin voulu comme un masculin générique engendre dans notre cerveau des représentations mentales masculines,,.

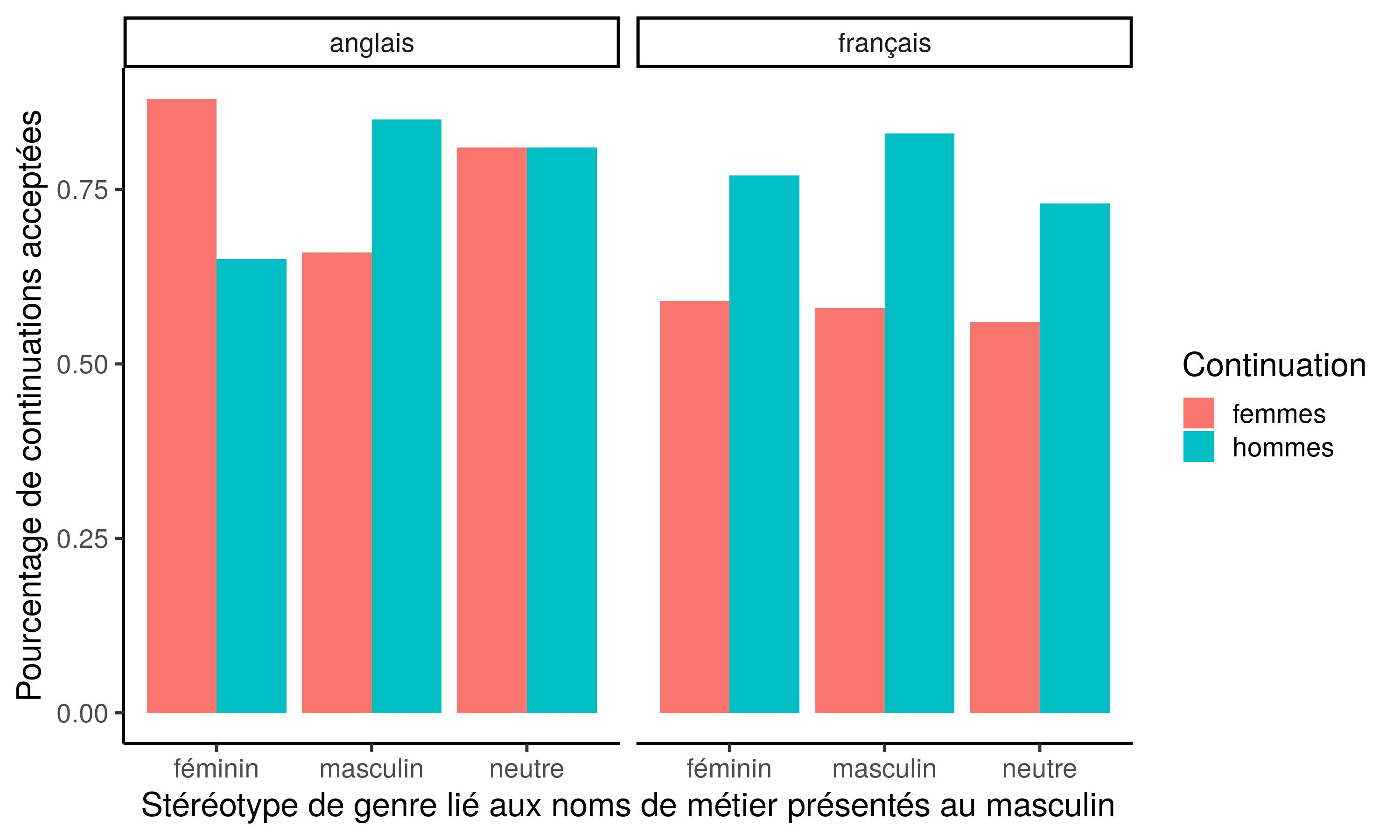
Résultats de l'étude Gygax (2008), montrant comment sont interprétés les noms masculins génériques en français et les noms correspondants en anglais, en fonction des stéréotypes de genre : en français, on privilégie toujours une interprétation masculine des masculins génériques, indépendamment des stéréotypes de genre associés à un nom ("esthéticiens" avec stéréotype féminin, "musiciens" avec stéréotype neutre, "mécaniciens" avec stéréotype masculin), tandis qu'en anglais, en l'absence de genre grammatical, l'interprétation est entièrement guidée par les stéréotypes.

On peut citer une étude menée en 2008 par Gygax et al. sur la façon dont les locuteurs francophones, germanophones et anglophones interprètent les référents pour des noms de métier au pluriel (par exemple, « les travailleurs sociaux » et l’équivalent anglais « the social workers »). Le français et l'allemand diffèrent de l'anglais dans leur système linguistique de genre : le français et l'allemand sont des langues à « genre grammatical », qui utilisent les masculins de façon générique pour renvoyer notamment à des groupes mixtes (cf. la règle « le masculin l’emporte »), alors que l’anglais est une langue à « genre naturel », qui n’associe pas de genre grammatical à ses noms et utilise des formes épicènes pour renvoyer à des groupes mixtes (comme le pronom pluriel « they »). Les résultats de l’étude de Gygax et al. suggèrent que ces différences au niveau de la structure des langues correspondent à des différences d’interprétation dans les deux langues, en accord avec l'hypothèse Sapir-Whorf. Les chercheurs observent que les locuteurs francophones et germanophones ont tendance à interpréter les noms de métier présentés dans l'étude sous la forme masculine générique comme référant à des groupes d'hommes, même quand le métier en question est associé à un stéréotype féminin (par exemple « les assistants sociaux »). Le genre grammatical affecte donc l'interprétation. En l'absence de genre grammatical dans leur langue, les anglophones rendent compte des stéréotypes dans leurs réponses : quand le stéréotype est masculin, l'interprétation masculine est privilégiée et quand le stéréotype est féminin, l'interprétation féminine est privilégiée. Une étude plus récente menée en 2013 par Sato et al. confirme ces résultats et montre, en plus, que les mêmes participants interprètent différemment le genre des noms quand ils lisent en français et en anglais. D'après ces deux études, le genre grammatical des masculins génériques introduirait donc un biais masculin dans l'interprétation des noms en français et en allemand.
Le biais interprétatif du masculin serait déjà présent chez des enfants d’âge préscolaire ne sachant pas encore lire. En particulier, une étude menée en 2019 montre que des enfants entre 3 et 5 ans exposés auditivement à un nom de métier sous sa forme masculine générique ont tendance à privilégier une interprétation masculine, quand bien même le nom en question n'est pas fortement associé à un stéréotype masculin ou féminin.

### Comment éviter le biais masculin des masculins génériques: les formes épicènes
Des études ont montré que le biais masculin introduit par l'utilisation du masculin générique pouvait être atténué par l'utilisation de formes épicènes, qu'il s'agisse de formes doubles (les musiciens et musiciennes), contractées (les musicien·ne·s), neutres (les athlètes) ou de féminins génériques (une personne). 
Par exemple, une étude menée en 2008 par Markus Brauer et Michaël Landry montre qu'« en moyenne, 23 % des représentations mentales sont féminines après l'utilisation d'un générique masculin, alors que ce même pourcentage est de 43 % après l'utilisation d'un générique épicène ». 
Une étude publiée en 2022 dans le Journal of Language and Social Psychology (en) a montré que l'utilisation de formes épicènes, qu'il s'agisse de formes coordonnant un nom au féminin et au masculin (les musiciens et musiciennes) ou d'une expression à genre double comme le point médian (les musicien·ne·s), annulait le biais masculin introduit par la forme masculine générique correspondante (les musiciens) pour des métiers non stéréotypés du point de vue du genre. 
Une étude publiée en 2023 dans la revue Frontiers in Psychology a démontré que les formulations neutres, sans marque de genre grammatical (par exemple L'athlète passe la ligne d’arrivée. Elle s’effondre ensuite de fatigue.), ne permettent pas d’éliminer complètement le biais vers le masculin, au contraire des formes doubles qui mentionnent à la fois le masculin et le féminin,.
Une étude publiée en 2024 dans la revue Linguistics Vanguard a montré que l'utilisation de noms génériques à genre féminin fixe, comme une personne ou une star, permettait une représentation plus équilibrée des hommes et des femmes que les noms génériques à genre masculin fixe, comme un individu ou un as.

### Effets psychologiques du biais interprétatif masculin
D'autres études suggèrent que les masculins génériques non seulement biaisent l'interprétation en faveur des hommes mais affectent aussi la capacité du lecteur à s'identifier aux rôles dénotés par ces noms. Par exemple, une étude de 2005 a montré que le fait de présenter un nom de métier sous une forme inclusive (par exemple « mathématicien(ne) » ou « mathématicien/mathématicienne ») renforce chez les lectrices le sentiment d'accessibilité à des métiers stéréotypiquement masculins par rapport à la forme masculine générique (par exemple « mathématicien »). Cet effet serait surtout marqué pour des métiers stéréotypiquement masculins associés à un haut prestige social (comme « chirurgien/chirurgienne »).
Plus récemment, Dries Vervecken et ses collègues ont montré qu'en présentant des métiers en utilisant des doublons (par exemple, « les mécaniciennes et mécaniciens »), les enfants de 14 à 17 ans pensaient que des femmes pourraient avoir plus de succès dans ces métiers que lorsque ceux-ci étaient présentés au masculin. Ces résultats corroborent des études en allemand ayant montré que des formes épicènes (par ex., des formes nominalisées) démasculinisaient les représentations mentales des participants.
Les langues utilisant des masculins génériques auraient ainsi tendance à invisibiliser les femmes et nourrir l'androcentrisme de la société, en imposant aussi une vision dichotomique du genre humain,.
Est-ce qu'une langue pourrait produire des sociétés globalement non sexistes ? La réponse est débattue par les linguistes. Selon Anne Abeillé, même pour les langues qui possèdent trois genres « il y a une tendance très profonde et très ancienne à la prédominance du genre masculin pour désigner les êtres humains. » Elle juge donc qu'il y a une influence certaine de la langue sur les rapports hommes et femmes. De plus, les langues où le genre féminin est le genre par défaut sont plus rares. Barry Alpher note que dans certaines sociétés où le féminin est le genre générique, les femmes occupent une position plutôt valorisée. Cela indique qu'il y a potentiellement un lien entre les structures linguistiques et les structures sociétales. Cependant, les sociétés qui parlent une langue avec un féminin générique ne sont pas automatiquement moins patriarcales. En effet, il existe des sociétés qui parlent une langue avec un féminin générique, mais où les hommes occupent une position fortement dominante. C'est le cas de la société jarawara par exemple. Jean Szlamowicz considère que les langues sans genre (comme le turc, le finnois, le vietnamien, le persan par exemple) ne produisent pas des sociétés non sexistes dans les pays où elles sont utilisées.[source insuffisante][non neutre].

### Langage épicène et fluidité de la lecture
Bien que le langage inclusif permette une meilleure représentation des femmes dans les différentes langues qui utilisent le masculin générique, de nombreuses critiques persistent sur la lourdeur qu'engendrerait cette forme d'écriture, notamment de la part d'institutions comme l'Académie française en France.
En réponse à ces critiques, quelques études ont été menées pour déterminer l'influence du langage épicène sur la fluidité de la lecture. Ces études suggèrent que la fluidité de la lecture n'est pas affectée de la même façon par différentes stratégies d'écriture inclusive. Par exemple, une étude publiée en 2007 a établi que des formes inclusives impliquant un tiret (par exemple, « les maçon-ne-s ») induisaient un ralentissement de la lecture par rapport à une forme avec coordination (par exemple, « les maçons et maçonnes ») ou à une forme masculine générique (par exemple, « les maçons »). Cependant ce ralentissement était limité à la première occurrence de l'expression inclusive, les lecteurs retrouvant leur vitesse de croisière dès sa deuxième occurrence dans le texte. Ces résultats suggèrent un effet d'habituation rapide. D'autres études ont corroboré ces résultats à partir de données sur la perception subjective de la complexité du langage épicène, notamment sur l'allemand,. L'utilisation de formes inclusives impliquant la coordination (par exemple, « le client et la cliente ») ou un mot unique avec astérisque n'était pas jugée moins compréhensible ou moins esthétique que l'utilisation des masculins génériques (par exemple, « le client »). En revanche, les formes d'écriture inclusive plus complexes (avec deux astérisques, par ex. « der*die Spieler*in », qui correspond au français « le/la joueur/euse ») étaient perçues comme affectant négativement la compréhensibilité, l'esthétique et l'intérêt pour le texte. Selon une autre étude présentant en allemand une forme au masculin générique et deux formes équitables en genre, dont le Binnen-I, le traitement de l'information, et notamment la mémorisation, était identique quelle que soit la forme utilisée. Toutefois, contrairement aux femmes, les hommes trouvaient les formes inclusives moins intelligibles que le masculin.
Une autre étude a quant à elle démontré que l'utilisation du masculin générique affectait dans certains cas négativement le traitement cognitif. Ainsi, sur la base de méthodes d'imagerie cérébrale mesurant le potentiel évoqué, il est apparu que des phrases introduisant dans un premier temps un groupe mixte d'individus désignés au masculin générique et portant dans un second temps spécifiquement sur les femmes de ce groupe (par exemple, « Les étudiants sont allés au restaurant parce que certaines des femmes avaient faim.») généraient une onde positive à 600 ms (correspondant à une incongruité syntaxique), contrairement à des phrases présentant deux fois le masculin (par exemple, « Les étudiants sont allés au restaurant parce que certains des hommes avaient faim.») ou deux fois le féminin (par exemple, « Les étudiantes sont allées au restaurant parce que certaines des femmes avaient faim.»).

## Débats et critiques

### Débats politiques en France
En France, le langage épicène, et plus particulièrement sa traduction écrite, l'écriture inclusive, font l'objet de vifs débats politiques, en particulier depuis 2017, année où l'éditeur Hatier publie un manuel scolaire de primaire faisant usage de l'écriture inclusive, et plus particulièrement de formes contractées avec un point, comme agriculteur.rice.s et  savant.e.s,. Ce manuel est repéré par un article du Figaro en septembre 2017 qui, en critiquant l'usage de l'écriture inclusive, est le point de départ d'une polémique à laquelle participent notamment l'Académie française, qui voit dans l'écriture inclusive un « péril mortel », et le ministre de l'Éducation nationale, Jean-Michel Blanquer,.
Le débat s'articule autour d'un clivage entre progressistes et conservateurs, comme le suggère une étude parue dans le Journal of Sociolinguistics et s'appuyant sur les pratiques d'écriture inclusive dans des universités parisiennes. Cette recherche montre que les universités parisiennes avec des corps enseignants moins paritaires et qui sont perçues comme plus prestigieuses utilisent moins l'écriture inclusive dans leurs brochures de licence que les universités qui sont plus paritaires et perçues comme moins prestigieuses et plus activistes politiquement. Quand elles utilisent l'écriture inclusive, les universités plus prestigieuses ont tendance à privilégier des formes plus établies et perçues comme moins polémiques, comme les parenthèses (étudiant(e)), par rapport au point médian (étudiant·e).

### Suisse
En juin 2019, le parlement de la ville de Zurich refuse d’examiner et de voter une interpellation rédigée (en allemand) par une conseillère communale UDC car elle n'utilisait que le genre masculin. Cette décision est retoquée quelques mois plus tard par le Conseil de district de Zurich qui donne raison à l'élue. Cette dernière lance en novembre 2022, avec des représentants de l'UDC, du Centre et des Vert'libéraux et un ancien député socialiste, une initiative populaire (intitulée Tschüss Genderstern!, soit adieu à l'astérisque de genre (de)) visant à obliger les autorités communales zurichoises à utiliser un langage « clair, compréhensible et lisible » et à ne pas utiliser de caractères spéciaux à l'intérieur des mots,,,. L'initiative est déposée le 23 mai 2023 et soumise au vote le 24 novembre 2024,.
En juin 2022, le Conseil national adopte une motion interdisant l'utilisation d'« une écriture dite "inclusive" ou langage épicène non reconnue par l'Académie française » au sein de l'administration fédérale,,. Cette motion est rejetée tacitement par le Conseil des États en décembre suivant, le rapporteur de la commission soulignant notamment que la publication des directives de juin 2021 par la Chancellerie fédérale « a déjà répondu à ce que demande cette motion »,.

### Critiques: esthétique, efficacité et correction grammaticale
Les recommandations grammaticales des défenseurs du langage inclusif suscitent différentes critiques. Les recommandations qui dérogent aux règles traditionnelles sont contestées par des personnes et institutions qui y voient une atteinte à la qualité de la langue. Selon les opposants, en plus de ne pas correspondre aux standards d'écriture, elles produisent des phrases inesthétiques, difficiles à lire, manquant de fluidité et jonchées de redondances (par répétition du féminin après un masculin à valeur dite neutre). À cela s'ajoute que certaines de ces préconisations n'affectent que le langage écrit, car imprononçable en pratique, amoindrissant de fait drastiquement leur intérêt pour l'usage oral. Enfin la critique porte sur la validité de l’hypothèse que la langue ou la grammaire seraient discriminatoires, ainsi pour Bertilo Wennergren, auteur du Plena Manlibro de Esperanta Gramatiko (PMEG), dans le chapitre « Genre lexical des substantifs » de ce même dictionnaire : « Ce n'est pas la langue elle-même qui est discriminatoire, mais le cas échéant ses locuteurs ».
D'autres linguistes, sans évoquer la motivation du signe ou la part du signifiant dans la production du sens, avancent que : « La langue ne détermine pas la pensée — sinon tous les francophones auraient les mêmes pensées, croyances et représentations. Si la langue exerçait un pouvoir "sexiste", on se demande comment Simone de Beauvoir a pu être féministe en écrivant en français "patriarcal" ».
Les critiques s'adressent principalement aux recommandations sur l'ajout de « ·e » en fin de mots, et autres formes tronquées usant de parenthèses, de points ou de tirets, ou utilisant le E majuscule ou la barre oblique. Au sujet du point médian, l'académicien français Marc Fumaroli estime que « l'enlaidissement de la page imprimée est à la hauteur de la sotte tautologie venue nier et alourdir inutilement l'évidence : les physiciennes sont nécessairement incluses dans le nombre neutre des physiciens. » D'autres critiques s'adressent à l'emploi de nouveaux pronoms considérés neutres en genre comme « iels », « toustes » et « ceulles » (venant compléter respectivement « ils / elles », « tous / toutes » et « ceux / celles »). En réponse à ces critiques, les personnes en faveur de la langue inclusive avancent que l'ensemble des règles d'écriture ainsi que l'appréciation esthétique des phrases est principalement une question d'habitudes personnelles, fortement susceptibles de varier d'un individu à l'autre et d'une époque à l'autre ; et qu'il en va de même pour l'appréciation de la lisibilité et la fluidité des phrases. Certaines études suggèrent même la possibilité d'une habituation rapide à de nouvelles formes d'expression.
D'autres font cependant remarquer que « des normes permettent l’apprentissage en combinant phonétique et morphologie. Or, les pratiques inclusives ne tiennent pas compte de la construction des mots : tou.t.e.s travailleu.r.se.s créent des racines qui n’existent pas (tou-, travailleu-). Ces formes fabriquées ne relèvent d’aucune logique étymologique et posent des problèmes considérables de découpages et d’accords. » Ainsi, pour les détracteurs du point médian, l’écriture inclusive « va à l’encontre de la logique pratique et communicationnelle en opacifiant l’écriture » et en rend son apprentissage encore plus complexe et moins logique.
La sociologue en études de genre Marie Duru-Bellat, si elle défend la féminisation des noms de métiers, considère que « souligner toujours et partout, même quand cela n'a aucune pertinence, que la personne qui parle ou dont on parle est de sexe féminin, est une régression : quand je fais du jardinage ou que je lis un livre, le sexe n'est pas forcément la facette de mon identité que j'ai à l'esprit. Par ailleurs, ne nous faisons pas d'illusions : il y a des langues sans genre, comme le hongrois, et cela ne suffit pas à égaliser la société »,.
Pour la linguiste Danièle Manesse, professeure émérite de sciences du langage à l'université Sorbonne-Nouvelle, l'écriture inclusive « fait partie de ces dispositifs volontaristes, ostentatoires, qui ne servent pas les causes qu'ils prétendent défendre. La preuve la plus simple en serait que ses différentes formes perdurent rarement plus de dix lignes dans un texte, à moins de compromettre définitivement sa lisibilité. » Pour elle, « rendre les langues coupables de solidarités avec des volontés idéologiques est un raccourci trop facile. » Elle ajoute, sur le clivage politique qui semble suivre la tendance, que « à gauche, les avis sont en fait très partagés. Le présumé enthousiasme relève souvent du conformisme et de la crainte d’être suspecté de machisme. On peut être irrévocablement féministe — c’est mon cas — et absolument rétive à l’écriture inclusive. »
Si l'utilisation des formes inclusives peut paraître encore compliquée car notre cerveau n'y est pas forcément habitué, certaines études ont montré qu'une simple exposition à des formes inclusives suffisait pour les utiliser ensuite de manière spontanée,.

### Accessibilité
Des collectifs et associations pour les personnes handicapées, dyslexiques, aveugles ou malvoyantes considèrent l'écriture inclusive « discriminante pour les personnes souffrant de handicap ». L'association Valentin Huys (acteur historique de l’aide aux personnes déficientes visuelles) écrit par exemple dans son guide pour l'« Accessibilité des documents texte » au sujet de l'utilisation des points médians : « Ce mode d’écriture est à proscrire absolument. ». On notera qu'il s'agit là d'une limitation technique du lecteur d'écran plus qu'une impossibilité absolue,.
Toutefois des personnes en situation de handicap et féministes estiment qu'il s'agit d'une « récupération du handicap pour justifier des positions anti écriture inclusive » qui « fait fi de toute une littérature scientifique sur la question »,. Le journal 20 Minutes rappelle que l'écriture inclusive via l'usage du point médian n'est pas la seule méthode inclusive à disposition, et qu'une « utilisation abondante » du point médian n'est pas non plus recommandée par le Haut Conseil à l'égalité entre les femmes et les hommes. 

### Position de la communauté Wikipédia francophone
Un sondage mené de décembre 2019 à janvier 2020 sur le site de Wikipédia en français a obtenu des réponses de plus de trois cents contributeurs. Pierre Sautreuil, du Figaro, souligne les divergences de vues et les guerres d'édition de la communauté francophone de Wikipédia, et commente ainsi le sondage :

« La mèche de ce qui allait devenir le plus grand débat francophone de l'histoire de Wikipédia fut allumée le 29 octobre 2019, lorsque quelqu'un suggéra d'organiser une consultation afin de régler la question "une bonne fois pour toutes". »

Les résultats montrent que la communauté ne souhaite pas changer la manière de rédiger les articles. Les médias concluent à une « crise de confiance » et à un « rejet massif de l'écriture inclusive », et soulignent l'agressivité dans les échanges.
L'Obs souligne les conséquences des résultats de ce sondage, en raison du nombre important de consultations de Wikipédia, et conclut que « l'écriture inclusive, déjà rejetée par l'Éducation nationale, a subi là un revers supplémentaire ». Dans les colonnes de ce même magazine, Éliane Viennot, très critique, précise que les contributeurs sont « souvent très frileux sur ces questions. Alors qu'ils ont globalement une sensibilité de gauche, ils s'alignent sur les théories réactionnaires de l'Académie française, par machisme. […] les contributeurs renâclent à démasculiniser la langue ».
Danièle Sallenave répond qu'« on ne fait pas évoluer une langue en la complexifiant. »
Un documentaire diffusé sur Arte, Il était une fois Wikipédia, est dédié aux résultats de ce sondage. On y estime que plus de 80 % des contributeurs sont des hommes et que, par conséquent, seul le point de vue masculin y trouverait sa place. Theresa Hanning, une wikipédienne allemande, y déclare son désarroi après la suppression de sa page sur les autrices de science-fiction, jugée non pertinente. De nombreuses femmes scientifiques voient leur page supprimée car ne correspondant pas aux critères de notoriété édictés, selon les auteurs du documentaire, par une majorité masculine.
France Culture publie également un article sur le sujet, remarquant une correspondance entre le nombre de pages dédiées aux femmes et le nombre de contributrices (18 %). L'article relève aussi l'incohérence du site où sont publiées des pages sur les meneuses du mouvement des Gilets jaunes sur la version anglophone, mais pas sur sa version francophone.

## Usages et recommandations

### Recommandations d'usage
L'usage et la réception publique du langage épicène et de l'écriture inclusive varient selon les langues et les pays. Les linguistes Daniel Elmiger et Verena Tulger remarquent que les espaces francophones et italophones en contact avec d'autres langues (Québec, Trentin-Haut-Adige) sont plus sensibles à la féminisation de la langue.

#### Europe
En Europe, afin de réduire les discriminations et les inégalités, des recommandations pour adopter un langage non sexiste furent produites, comme le montrent le comité des ministres du conseil d'Europe en 1988 ou, en France, l'article 1er de la loi no 2008-496 du 27 mai 2008 sur la discrimination et les guides pratiques diffusés par le Haut Conseil à l'égalité entre les femmes et les hommes, ainsi que la Délégation interministérielle à la lutte contre le racisme, l’antisémitisme et la haine anti-LGBT.
En adoptant le 21 février 1990 la recommandation no R (90) 4, le comité des ministres du Conseil de l'Europe :

« Recommande aux gouvernements des États membres de promouvoir l'utilisation d'un langage reflétant le principe de l'égalité de la femme et de l'homme, et, à cette fin, de prendre toute mesure qu'ils jugent utile en vue :
1. d'encourager l'utilisation, dans la mesure du possible, d'un langage non sexiste qui tienne compte de la présence, du statut et du rôle de la femme dans la société, ainsi qu'il en va pour l'homme dans la pratique linguistique actuelle ;
2. de mettre la terminologie employée dans les textes juridiques, l'administration publique et l'éducation en harmonie avec le principe de l'égalité des sexes ;
3. d'encourager l'utilisation d'un langage exempt de sexisme dans les médias. »

##### Allemagne
En Allemagne, l'administration encourage l'usage de l'écriture inclusive à partir de 1987 et la fédération des länder publie un guide pratique en 2002.
Les formulations avec un slash sont utilisées depuis les années 1980 dans les universités allemandes. En 2013, les universités de Leipzig et Potsdam ont décidé d'utiliser le féminin générique pour dénommer l'ensemble des personnes d'un même titre ou fonction. L'expression « Die / der Professor / Professorin » est remplacée par la forme générique « die Professorin ». À Potsdam, ce remplacement n'est plus effectué depuis 2015.
Il existe un genre neutre en allemand, mais celui-ci n'est utilisé que pour les objets, à quelques exceptions près ; il ne peut être utilisé pour un langage épicène. Comme en français, le masculin est utilisé pour désigner les personnes de façon générique.

##### Belgique
En octobre 2021,  Fédération Wallonie-Bruxelles adopte un décret « relatif au renforcement de la féminisation des noms de métier, fonction, grade ou titre et aux bonnes pratiques non discriminatoires quant au genre, dans le cadre des communications officielles ou formelles ». Ce décret concerne l'ensemble des communications orales et les documents écrits émanant des instances de la Fédération (gouvernement, Parlement…), des communes, des provinces et des institutions subventionnées ou reconnues par la Communauté française. Différents principes y sont définis :
- les noms de métier, fonction, grade ou titre doivent être formulés au féminin lorsqu'ils concernent une ou plusieurs femmes ;
- pour des ensembles mixtes, les formules doubles, épicènes ou passives sont à privilégier ;
- la forme générique masculine et les pronoms masculins peuvent être utilisés pour désigner des ensembles mixtes à condition que ce caractère mixte soit clairement préétabli ;
- l'usage du point médian est limité au contexte écrit où l’espace manque[92].

Dans sa Déclaration de politique communautaire et régionale, la majorité MR-Les Engagés issue des élections de juin 2024 stipule que « modifier l'écriture dans l'objectif de la rendre plus inclusive, sans tenir compte des règles grammaticales ou orthographiques, complique l'accès à l'information pour les citoyens les plus fragilisés, en particulier dans leurs contacts avec les administrations et complexifie l'apprentissage de la langue française. ».

##### France
Le guide pratique diffusé par le Haut Conseil à l'égalité entre les femmes et les hommes en novembre 2015 recommande d'adopter un langage non sexiste. Celui diffusé par la délégation interministérielle à la lutte contre le racisme, l'antisémitisme et la haine anti-LGBT en février 2017 liste de manière plus globale les formations, outils et dispositifs de lutte contre les discrimininations, dont le sexisme. 
L'Académie française, après avoir lutté trente ans contre la féminisation des titres de métiers et fonction, la reconnaît en 2019.
Une circulaire prise par le Premier ministre Édouard Philippe en novembre 2017 interdit les points médians et l'accord de proximité, tout en recommandant la féminisation des fonctions (conformément au Guide d'aide à la féminisation des noms de métiers sorti en 1999) et la double flexion dans les offres d'emploi,. Une autre circulaire prise en mai 2021 par Jean-Michel Blanquer interdit l'usage du point médian dans l'Éducation nationale tout en encourageant la féminisation des métiers et des fonctions.

##### Norvège
Dans les années 1980, la Norvège décide de neutraliser la forme grammaticale masculine en supprimant les marques grammaticales féminines dans une idée égalitaire (Norsk Språkråd, 1997). Les résultats de cette réforme sont aujourd'hui mitigés : pour les métiers sans stéréotypes, les représentations restent masculines.[réf. nécessaire].

##### Suisse
Le courant prônant l'emploi d'un langage épicène (expression souvent employée en Suisse) a atteint les sphères officielles à la fin du XXe siècle,, sous l'influence de la Suisse alémanique. En octobre 1993, l'Assemblée fédérale prend acte du rapport « Formulation non sexiste » établi par sa Commission de rédaction en septembre 1992, entérinant ainsi la mise en œuvre dans ses textes législatifs de la formulation non sexiste en allemand (selon la solution dite créative, soit une combinaison de définitions légales, de doublets intégraux et de formulations neutralisant ou éliminant la notion de sexe) et la possibilité d'y renoncer pour le français et l'italien, étant donné qu'elle y pose « en l'état des problèmes insurmontables ». Peu avant, en juin 1993, le Conseil fédéral prend la même décision pour les textes législatifs et administratifs de son ressort.
En 1996, Chancellerie fédérale suisse édite un « guide pour la formulation non sexiste des textes législatifs et administratifs » pour l'allemand — le Leitfaden zur sprachlichen Gleichbehandlung — puis, en 2000, un Guide de formulation non sexiste des textes administratifs et législatifs de la Confédération. En juin 2021, la Chancellerie fédérale publie des directives qui proscrivent l'usage de l'astérisque et d'autres signes typographiques « chargés politiquement » tels que le point médian dans les textes de la Confédération en allemand,,. Elle publie des directives analogues pour le français en novembre de la même année.
Les administrations cantonales et les hautes écoles publient leurs propres recommandations.

#### Canada
En octobre 2022, le gouvernement fédéral publie ses premières lignes directives sur l'écriture inclusive en français.

##### Québec
Au Québec, la rédaction épicène est recommandée par l'Office québécois de la langue française (OQLF) depuis 1981,.
Les réflexions sur le sujet sont nombreuses au Québec dès les années 1970. La féminisation lexicale est encouragée dès 1979 par l'Office québécois de la langue française, qui promeut également la rédaction épicène. Dans la Banque de dépannage linguistique, l'Office propose le sous-thème Féminisation et rédaction épicène, qui regroupe de nombreux articles sur ces sujets. Il offre également en ligne une formation sur la rédaction épicène.

#### Russie
Selon la Cour suprême russe, l'utilisation de substantifs féminisés (professeure) est caractéristique de « l’extrémisme LGBT ».

#### En informatique
En 2017, le logiciel Word édité par Microsoft introduit la possibilité de « cibler le langage genré qui serait à même d'exclure, de rejeter ou de stéréotyper ».

#### Allemand
Le débat sur la féminisation de la langue est assez fort dans les pays germanophones, en particulier dans les milieux de gauche. Ainsi, bien qu'on puisse en allemand obtenir le féminin d'un nom en y ajoutant le suffixe -in, il existe des mots qui font exception et pour lesquels le féminin est peu usité, ou assez récent. Par ailleurs, comme en français, le masculin peut servir de forme générique au pluriel. C'est notamment l'aspect le plus critiqué par les adeptes d'un langage féministe. Il est ainsi devenu relativement fréquent d'utiliser un pluriel en -Innen (Binnen-I), c'est-à-dire le pluriel féminin, mais avec une majuscule afin d'indiquer qu'il s'agit d'un pluriel mixte (die StudentInnen, die KollegInnen, etc.). Plus souvent, cependant, se trouve le Gendersternchen *. Dans le langage oral, cet astérisque est exprimé par une courte pause dans le discours. On utilise aussi les formes /innen (die Student/innen, die Kolleg/innen, etc.) ou _innen (die Student_innen, die Kolleg_innen, etc.). On peut également remplacer certains mots par d'autres jugés plus neutres, notamment des participes employés comme substantifs (der/die Studierende, participe présent d’étudier) ou des termes tels que Lehrkraft (personnel enseignant). De façon extrêmement marginale, on remplace parfois man (on) par mensch ou frau, formés à partir de Mensch (être humain, personne) et Frau (femme), à cause de la similitude entre man (on) et Mann (homme).

#### Anglais

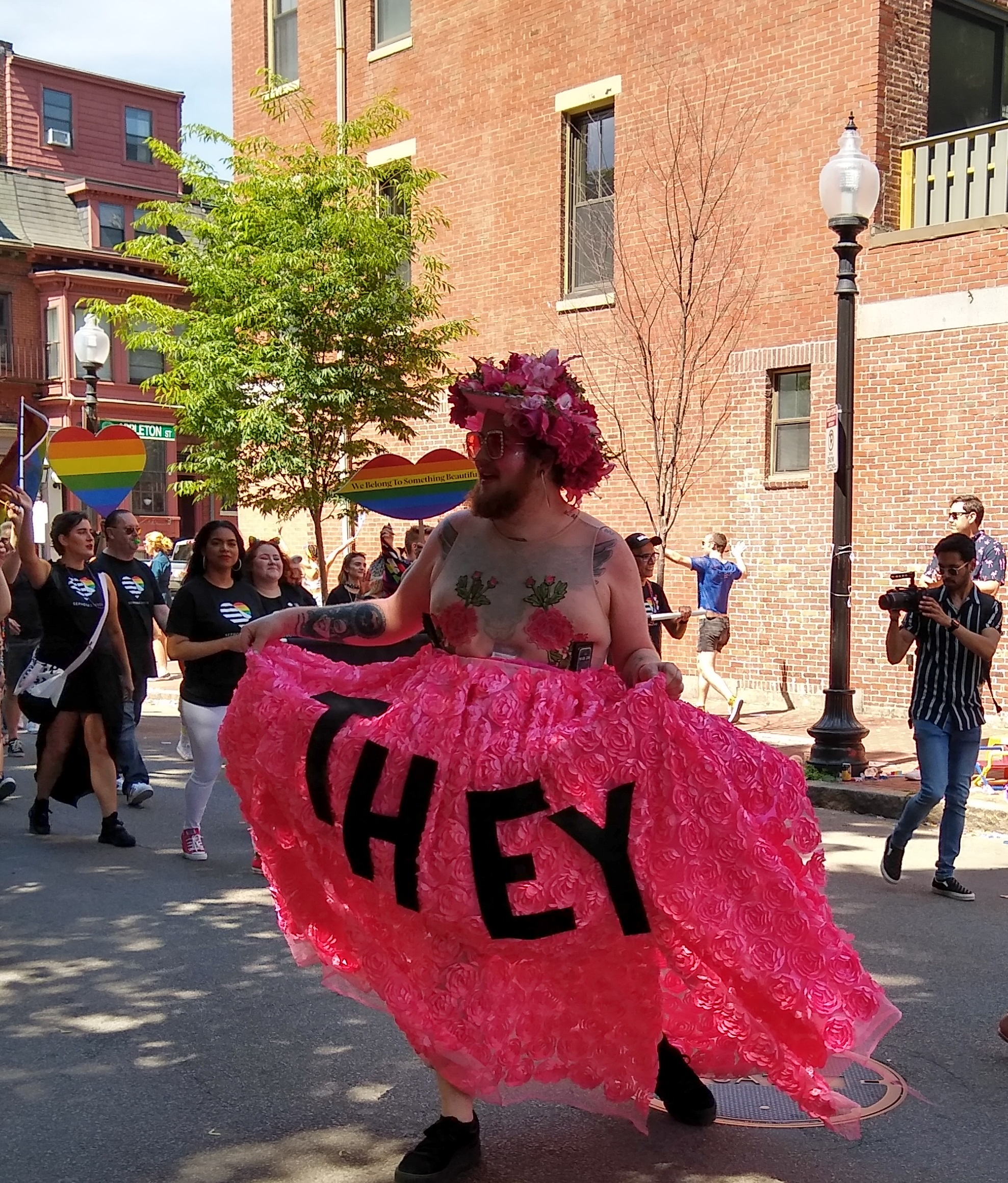
Proposition à la Marche des fiertés de Boston du terme « they » par une personne qui ne s'identifie ni au genre féminin ni au genre masculin. Juin 2019.

L'anglais apparaît relativement neutre du point de vue de l'usage grammatical des genres. La langue comprend un vestige de genres féminin et masculin pour les noms désignant des personnes, voire des animaux familiers du sexe correspondant ; la plupart des autres noms ont un genre non défini ou neutre (it). Le genre n'est toutefois pas marqué dans la conjugaison ni dans les adjectifs et n'apparaît donc que dans le choix des pronoms personnels utilisés pour remplacer les noms correspondants à la troisième personne du singulier, à savoir he pour le masculin, she pour le féminin, it pour le neutre. Cependant, on voit actuellement réapparaître un they singulier dont la fonction est de désigner une personne dont on ignore le sexe. Cet usage du pronom a plusieurs siècles, mais est tombé en désuétude au XVIIe siècle avant de réapparaître dans les années 1980.
Le terme en vieil anglais mann signifiait à l’origine « être humain » et composait alors les mots « homme » et « femme » avec wer « masculin » et wīf « féminin » pour construire les mots werman et wīfmann (devenu actuellement woman). Le mot man, quant à lui, qui signifiait simplement à l'origine « être humain », est à la base de mankind signifiant « humanité ». S'il s'est spécialisé à partir du XIVe siècle pour signifier « homme » (être humain masculin), il reste utilisé de nos jours dans ce sens. Il y a donc la même ambivalence qu'en français avec le mot homme, un terme signifiant aussi tantôt un être humain masculin, tantôt l'humanité dans son ensemble (voir la partie de l'article évoquant la langue française).
L'adjectif possessif (his, her, its, their) désigne, au singulier, le genre du possédant, plutôt que du possédé comme en français.
L'anglais dispose par ailleurs du terme asexué sibling, signifiant « frère ou sœur », « adelphe », ou au pluriel « fratrie ».
Certains auteurs, principalement aux États-Unis, emploient maintenant le féminin pour désigner une personne dont le sexe est indéterminé dans le contexte (le lecteur ou la lectrice quelconque hypothétique, par exemple) :
« When you find value assumptions, you know pretty well what a writer or speaker wants the world to be like – what goals she thinks are most important ; but you do not know what she takes for granted […] »
— M. Neil Browne, Stuart M. Keeley, Asking the Right Questions

« Lorsque vous rencontrez des présupposés de valeur, vous savez fort bien à quoi un auteur ou un orateur voudrait que le monde ressemble – quels sont les objectifs qu'elle considère comme les plus importants ; mais vous ne savez pas ce qu'elle tient pour acquis […]. »
— Asking the Right Questions
De plus, aux États-Unis, l'usage de he or she (« il ou elle ») à l'oral et de he or she, (s)he, ou s/he à l'écrit lorsque le sexe de l'individu n'est pas connu a aujourd'hui tendance à disparaître au profit du they singulier.

#### Espagnol
Quand ils cherchaient à s'exprimer en un langage neutre, les hispanophones devaient employer des expressions répétées du type « queridos amigos, queridas amigas » (chers amis, chères amies). Comme souvent on passe du masculin au féminin en remplaçant le « o » par un « a », les hispanophones ont eu l'idée de remplacer la répétition par un mot avec un « @ » (car ressemblant visuellement à un « a » dans un « o »), ce qui donne « querid@s amig@s ».
L'usage de l'astérisque (l*s amig*s), du « x » (lxs amigxs) ou « e » (les amigues) est aussi possible.

#### Espéranto
En espéranto, le genre grammatical n'existe pas. La racine des mots est généralement sémantiquement neutre, le sexe pouvant être marqué par le préfixe vir- pour le masculin et le suffixe -in- pour le féminin. Par exemple, ŝafo (mouton), virŝafo (bélier), ŝafino (brebis).
L’espéranto compte trois pronoms personnels pour la troisième personne du singulier (li au masculin, ŝi au féminin, ĝi au neutre). Par ailleurs depuis les années 2010, le pronom non officiel ri est souvent utilisé pour désigner des personnes non-binaires.

#### Suédois
Dans les années 1960, la Suède propose un nouveau pronom neutre, hen. Il est réintroduit en 2012 par l'auteur de livres pour enfants Jesper Lundqvist et, malgré les critiques qu'il a engendrées cette année-là, il est majoritairement accepté et associé à des attitudes positives en 2015.

#### Japonais
Le cas du japonais diffère des langues européennes, car s'il existe un registre de langage neutre, celui-ci côtoie deux autres registres de langage, l'un réservé aux hommes (Danseigo), l'autre aux femmes (Joseigo). L'obligation sociale faite aux femmes d'utiliser le Joseigo est perçu comme handicapant dans le milieu du travail, car il reflète une subordination aux hommes, et ses formes plus longues nuisent à l'efficacité du langage,. Pour contourner ces difficultés, une tendance assez récente mais restant marginale est d'utiliser soit le langage neutre, soit, dans le cadre du travail ou pour les personnages de séries animées, le langage masculin. Cette volonté d'abandonner le langage féminin est toutefois perçue comme une menace par une partie de la gent masculine.